# 이원석 (법조인)
이원석(李沅䄷, 1969년 5월 14일~)은 대한민국의 제45대 검찰총장이다.

## 생애
1969년 전라남도 광주시에서 태어났다. 아버지 고향은 전라남도 보성군 복내면 봉천리 출신이다. 광주동성중학교, 중동고등학교와 서울대학교 정치학과를 졸업했다.

### 검사 이원석
수사검사 시절 이원석은 출근직후 마음을 가다듬기 위해 연필 5자루를 뾰족하게 손수 깎았다고 한다. 무사가 아침에 일어나 몸과 마음을 다듬기 위해 칼을 갈듯이 바른 마음으로 예리한 수사를 하기 위해서라고 하는데 마음이 심란한 경우 연필이 부러졌다 한다. 이를 두고 경상도 출신 선배는 “이원석은 늘 촉이 쬬삣하게 서있다”고 하였다.
이원석은 1995년 제37회 사법시험에 합격, 사법연수원 27기로 서울지검 동부지청 검사로 임관했다. 이후 수원지검 검사, 서울중앙지검 부부장검사, 제주지검 부장검사, 창원지검 밀양지청장, 대검찰청 반부패부 수사지원과장 및 수사지휘과장(舊 대검찰청 중앙수사부 중수2•1과장), 서울중앙지검 특수1부장 등을 역임하였다.
2002년 대검 중수부에서 차떼기 사건 수사를 맡았다.
2005년 서울중앙지검에서 삼성에버랜드 전환사채 사건, 삼성 X파일 사건 등을 수사했다. 이 때 대검 검찰연구관이던 윤 대통령과 함께 이학수 삼성그룹 부회장과 홍석현 중앙일보 회장을 직접 조사했다.
2007년 수원지검 특수부 검사로 윤석열과 함께 삼성 비자금 특검에서 함께 근무했다.
2008년부터 2년간 법무부 법무심의관실에서 근무하며, 축사의 부동산 등기에 관한 특례법 제정안을 마련하여, 축사의 등기가 가능토록 하였다. 또한, 주택임대차보호법 시행령 개정안을 입법하는데 주도적인 역할을 한다. 당시 전세로 살던 집이 경매 등으로 다른 사람에게 넘어가도 전세금 일부를 우선 변제받을 수 있는 세입자의 범위와 금액을 확대하는 개정안이었다.
2011년에는 대검 중수부 검찰연구관으로 자리를 옮겼다. 윤석열 당시 대검 중수부 1과장과 함께 근무한 바 있다.
이후 대검 수사지원과장과 수사지휘과장 등을 거쳐 2016년 정운호 게이트 사건을 담당했다.
서울중앙지검 특수1부장 때 이명박 정부의 4대강 사업 비리 의혹과 자원외교 수사를 맡았다. 이 당시 이원석은 보통 평균 새벽 3~4시에 퇴근해서 집에 걸어서 갔다한다.
2017년에는 박근혜-최순실 게이트 수사를 위해 꾸려진 검찰 특별수사본부에서 박근혜-최순실 게이트 시기 부장검사로 박근혜를 직접 조사했다. 또 삼성과 롯데, SK 등 대기업의 뇌물 혐의 등을 수사해 최서원(개명전: 최순실)과의 연관성을 밝혀내기도 했다. 당시 박근혜-최순실 게이트/재판/최순실·안종범·정호성의 판결문과 박근혜-최순실 게이트/재판/박근혜·최순실·신동빈의 판결문에는 그의 이름이 들어있다.
여주지청장 재직 시절 해외 불법재산 환수 합동조사단 초대 단장에 취임해 서울고검 검사로 이동하여 해당 보직을 겸하였고, 2019년 윤석열 당시 검찰총장이 취임 후 단행한 인사에서 대검찰청 기획조정부장으로 승진한다.
2020년 1월에는 추미애 법무부장관 취임 후 윤석열 사단 해체 선언으로 인해 수원고등검찰청 차장검사로 좌천되었다. 윤석열 검찰총장에 대한 법무부의 직무 정지와 징계 청구를 비판하는 검사들의 성명 발표 당시 이름을 올린 바 있다.
2021년 6월, 제주지방검찰청 검사장으로 전보되었다. 제주지검장 시절 소년범 교화 프로그램인 손 심엉 올레 프로그램을 만드는 걸 주도하였다.
2022년 5월 18일, 한동훈 법무부장관 취임 후 첫인사에서 5월 23일자로 대검찰청 차장검사로 인사발령 조치되었다. 전임 김오수 총장이 사퇴해 검찰총장이 공석임에 따라 새로운 총장이 정식으로 임명될 때까지 총장 직무대리를 맡게 되었다.
2022년 8월 16일 김후곤 서울고등검찰청 검사장, 여환섭 법무연수원 원장, 이두봉 대전고등검찰청 검사장과 함께 검찰총장 후보군에 올랐다.
2022년 8월 18일 오후 한동훈 법무장관으로부터 검찰총장 후보자로 윤석열 대통령에게 제청되었다.
2022년 8월 29일 국회 법제사법위원회 전체회의를 열어 인사청문 실시계획서를 채택하기로 한다.
2022년 9월 5일 태풍 힌남노가 한반도를 강타하는 와중에 국회 법제사법위원회는 이원석 검찰총장 후보자의 인사청문회를 개최한다. 법사위는 오전 10시부터 13시간 넘게 이어진 인사청문회를 실시한 뒤 인사청문경과보고서 채택을 놓고 여야 간사 간 합의를 시도하지만, 결론내리지 못하고 산회한다.
2022년 9월 6일 민주당은 이원석 검찰총장 후보자의 자진사퇴를 요구한다. 이 날 퇴직한 김후곤 전 서울고검장은 이원석에 대해 정말 좋아하고 존경하는 사람으로 어려움을 타개할 무궁무진한 지혜를 갖추고 있어 검찰을 위해서도 큰 다행이라고 하며, 그 누구보다 정치적 중립성과 수사의 공정성을 지킬 사람이고 한쪽만 보지 않을 것이며 형사, 공판, 집행 등 다양한 분야의 구성원들의 역할을 존중해 합당한 인사를 받을 수 있도록 해 내부적 단결을 이끌어갈 적임자라고 이프로스에 글을 남긴다.

### 검찰총장 이원석
제45대 이원석 검찰총장은 서울대 정치학과를 졸업하였는데, 역대 검찰총장 중 법학과 출신이 아닌 경우는 27대 김기수 총장 정도이기 때문이다.
2022년 9월 16일 윤석열 대통령은 이원석을 검찰총장에 임명한다. 인사청문회법에 따라 8월 23일 제출된 인사청문요청안에 대해 국회가 20일 이내에 인사청문 경과보고서를 송부하지 않자 윤석열 대통령은 재송부 요청을 하였으나 이 또한 국회가 제출하지 않자 임명한다. 이로써 대한민국 역사상 133일간 지속된 최장기 검찰총장 공백사태가 마무리된다.

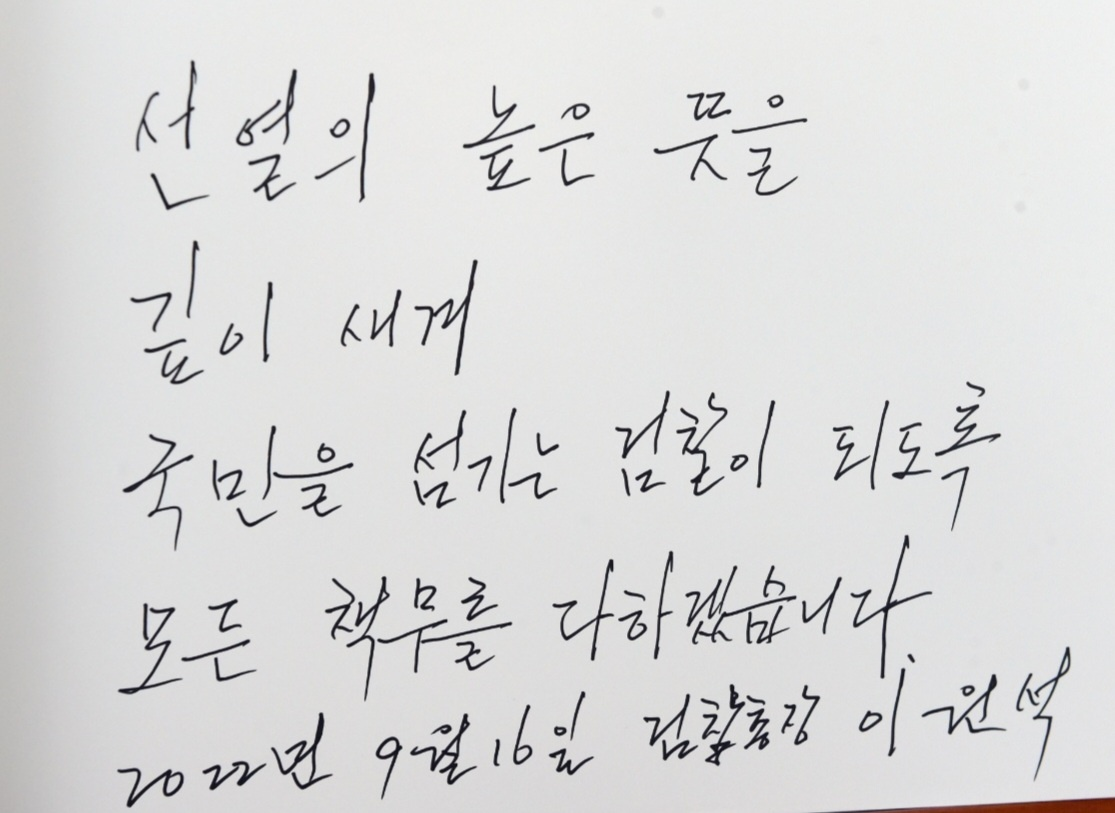
2022년 9월 16일 이원석 검찰총장이 현충원 방명록에 남긴 글

이 날 윤석열 대통령에게 임명장을 받은 이원석은 현충원을 참배해 ‘선열의 높은 뜻을 깊이 새겨 국민을 섬기는 검찰이 되도록 모든 책무를 다하겠습니다.’라고 방명록에 적는다.
이원석은 이 날 열린 검찰총장 취임식에서 1) 국가 재정 좀먹고 예산 낭비하는 구조적 비리, 2) 공정한 시장경제 질서를 어지럽히는 금융·증권 범죄, 3) 서민에게 막대한 피해를 야기하고, 삶의 터전을 무너뜨리는 보이스피싱·전세사기·펀드사기 등 민생 침해 범죄, 디지털 성범죄를 비롯한 성폭력, 스토킹, 가정 폭력과 같은 아동·장애인·여성 등 사회적 약자를 대상으로 하는 강력 범죄에 대한 대응을 천명한다. 또한, “한비자의 법불아귀(法不阿貴, 법은 신분이 귀한 자에게 아부하지 않는다) 승불요곡(繩不撓曲, 먹줄은 굽은 것을 따라 휘지 않는다)”처럼, 법 집행에는 예외도, 혜택도, 성역도 있을 수 없다”며 “검찰권은 오로지 증거와 법리에 따라 행사되어야만 한다”고 하며, ‘모든 국민은 인간으로서의 존엄과 가치를 가지며, 행복을 추구할 권리를 가진다. 국가는 개인이 가지는 불가침의 기본적 인권을 확인하고 이를 보장할 의무를 진다’는 헌법 10조를 언급한다.
2023년을 맞이하여 신년사를 발표하고, 1월 2일 검찰 주요 간부들과 함께 현충원을 참배했다.
2023년 2월 16일, 이재명 더불어민주당 대표에 대한 구속영장을 발부한 당일 ‘검찰총장 명의’의 입장문과 퇴근길 언론 인터뷰를 통해 “지역토착 비리로서 극히 중대한 사안”이라며 “특정인에게 별도의 기준이 있을 수 없고, 모든 국민에게 일반적·보편적으로 적용되는 구속영장 기준을 따랐다”고 강조했다.
이원석 검찰총장 취임 이후 검찰 활성화 여부는 수사활동과 오랜 기간 시간을 끌어왔던 직권재심 등을 통한 국민 권리회복 외에 공보활동을 통해서도 알 수 있다.
검수완박을 계기로 검찰의 이미지 쇄신에 방점을 두어 신경쓴 결과 2017년 이후로 멈추어있던 대검찰청 트위터 계정이 살아나고, 인스타그램, 블로그 등이 지난 검찰총장 대비 600%에 이를 정도로 활발한 활동을 보여주었다. 유튜브 검찰방송을 검찰나우로 리런칭하여 구독자가 4.48만명이 넘었고, 정의롭군요 라는 내용의 검찰티콘을 제작하여 10분만에 동나게 하고, 유튜브 쇼츠 등 다양한 컨텐츠를 통해 국민들에게 한결 더 가까이 다가갔다는 평이다.
이원석은 검사로써 대부분의 시간을 특수부에서 근무한 '특수통'으로써, 과거의 검찰총장들이 특수수사에 전념했던 것과는 달리 민생과 관련한 형사부에 집중하겠다는 철학을 비친 바 있는데, 이에 따라 디지털 성범죄, 스토킹, 장애인 등 약자, 전세사기, 서민 다중피해 경제범죄, 보이스 피싱, 소년범 등에 검찰총장으로써의 지원을 아끼지 않았다. 특히 2023년 6월 22일에는 한국증권거래소를 찾아 주가조작 세력에 “불공정거래시 패가망신”이라는 강한 메세지를 제시하는데 이를 근거로 해당되는 '자본시장법' 개정안을 패가망신법 이라고 칭하게 된다. 
23년 9월 7일 대규모 검사장급 정기인사하며, 임기 중 1기를 마무리한 이원석은 주요 간부들을 일선 지검장으로 보내 '검찰 정상화'를 위한 총장의 철학을 조직에 전파하려 노력한다. 이는 24년 5월 16일자 인사에도 나타난다. 
또한 역대 총장들과는 달리 매 달마다 검찰사랑 봉사단을 이끌고 손수 봉사활동에 나서며 내부 구성원들에게 조용한 리더십을 발휘하였다.
2023년 9월 15일, 취임 1주년을 맞은 이원석에 대해 언론은 다시 '일하는 검찰'로 만든 검찰 정상화와 함께 주요 특수수사 뿐만 아니라, 민생범죄에 대해서도 세심하게 시스템 구축을 통해 대응한 것을 성과로 꼽았다. 
23년 10월 대검찰청 국정감사에서 이원석은 최근 논란이되고 있는 이재명 당대표 등 민주당 대상 수사들에 대해 '위증교사' 한 건을 제외하고는 모두 전 정권에서부터 시작된 것임을 밝히고, 문재인 전 대통령의 ‘살아있는 수사 못 말린다’는 말을 인용해 객관성과 공정성을 갖고 수사하겠다는 의지를 표명하였다.
23년 11월 9일 더불어민주당이 검사 2인 탄핵안을 발의하자 이원석은 "해당 검사말고 이재명 대표에 대한 수사·기소를 책임진 저를, 총장을 탄핵하라"고 밝힌다. 이에 민주당 일각에서는 검찰총장에 대한 탄핵안을 추진하자는 의견이 나왔으나, 추후 스스로 이를 부인한다. 정부 수립 후 탄핵안은 총 23차례 발의됐는데, 이 중 11건이 검찰총장이나 검사 등 검찰에 대한 것이었고, 이 가운데 10건은 폐기되거나 부결돼 국회 문턱을 넘지 못했고, 1건만 가결돼 헌법재판소에 계류 중이라고 한다.
납북어부, 제주 4.3사건, 5.18 민주화운동 등에 연루돼 형사처분을 받은 이들에 대한 명예회복에 관심이 많다. 이에 검찰은 유죄판결의 경우 직권재심을 청구하고, 기소유예 처분은 직권으로 재기해 '죄가 안됨'으로 처분을 변경하고 있는데, 23년 12월 15일에는 광주 5.18 민주화운동 당시 구속돼 기소유예 처분을 받았던 조익문 광주교통공사 사장에게 감사편지를 받아 화제가 되었다. 여기에 대해 일부 매체는 이원석이 검찰에 대한 편견을 고쳤다고 평가했다. 
24년 2월 7일 모교인 중동고등학교 제117회 졸업식에서 제80회 졸업생인 이원석은 “검찰총장이 아닌 학교 선배, 인생 선배로서 여러분에게 공통적으로 먼저 ‘끝날때까지 끝난 게 아니다’"라며, “생활인인 우리에게 인생은 매일매일 고난을 버티고 견뎌야 하는 지난한 시간이 대부분이며 그 과정에서 소중한 ‘보석’을 찾기 위해 고난을 담담히 이겨낼 몸과 마음의 힘을 기르는 것이 무엇보다 중요한 과제”라고 강조했다.

## 학력
- 광주동산국민학교(졸업)
- 광주동성중학교(35회 졸업)
- 광주동신고등학교(전학)→서울 중동고등학교(80회 졸업)
- 서울대학교 사회과학대학(정치학 학사)

## 경력
- 1995.10. 제37회 사법시험 합격
- 1998.2. 사법연수원 수료 (27기)
- 1998.3. 서울동부지방검찰청 검사
- 2000.2. 대전지방검찰청 서산지청 검사
- 2001.2. 부산지방검찰청 형사1부 검사
- 2003.2. 서울지방검찰청 검사
- 2003. 대검찰청 중앙수사부 검찰연구관 직무대리
- 2003. 대검찰청 공적자금비리 합동단속반 검사
- 2004. 독일 막스 플랑크 국제형사법연구소 국외연수
- 2005. 서울중앙지방검찰청 금융조사부 검사
- 2006.2. 서울남부지방검찰청 검사
- 2006.8. 수원지방검찰청 특수부 검사
- 2008.7. 법무부 법무실 법무심의관실 검사
- 2010.7. 서울중앙지방검찰청 금융조세조사3부 부부장검사
- 2011.   대검찰청 중앙수사부 검찰연구관 직무대리
- 2011.8. 제주지방검찰청 형사2부 부장검사
- 2012.7. 제52대 창원지방검찰청 밀양지청장
- 2013.4. 대전지방검찰청 부부장검사
- 2014.1. 대검찰청 수사지원과장
- 2015.2. 대검찰청 수사지휘과장
- 2016.1. 서울중앙지방검찰청 특수1부 부장검사
- 2017.8. 제61대 수원지방검찰청 여주지청장
- 2018.7. 서울고등검찰청 검사 (해외불법재산환수 합동조사단장)
- 2019.7.~2020.1. 대검찰청 기획조정부장(* 검사장급)
- 2020.1.~2021.6. 수원고등검찰청 차장
- 2021.6.~2022.5. 제69대 제주지방검찰청 검사장
- 2022.5.~2022.9. 대검찰청 차장검사(* 고검장급)
- 2022.5.~2022.9. 검찰총장 직무대리
- 2022.9.16.~2024.9.15. 제45대 검찰총장

## 주요 사건 처리 이력

### 1. 대검 차장검사 이전

#### 1.1 서산 친딸 자매와 조카 등 4명 살해사건
2000년 2월 서산지청에 부임한 이원석은 경찰이 살인 의혹을 갖고 수사했으나 단순 교통사고로 불구속 송치한 이 사건을 보험금을 편취하기 위해 교통사고로 위장한 살인 사건이라는 것을 직감하고 곧바로 전면 재수사에 착수하였다. 이원석은 사망자들의 보험가입내역, 이모씨의 증권거래내역 등을 치밀하게 분석하는 등 재수사하여 범행의 전모를 밝혀내고 2000년 6월 이모씨를 살인 및 사기 혐의로 인지하여 직접 구속하였고, 2000년 11월 18일 대전지방법원 서산지원에서 사형이 선고되고, 대법원에서 최종 무기징역형이 확정됐다.

#### 1.2 경남정치망수협 횡령 사건
·2001년 부산지검 공판부 평검사임에도 어민들의 재산이 사라져버렸다는 호소를 허투루 지나칠 수 없어 결국 본인이 직접 수사한다. 당시 이원석은 공적자금이 투입된 경남정치망수협의 부산 망미동지점 및 이 지점 수미출장소 직원들이 6개월 동안 전산을 조작해 자신의 친인척과 친구 명의 계좌로 무려 12억원을 송금하고 이를 찾아 사채업까지 운영하고 있던 사실을 확인해 기소, 징역 7년 형을 확정받았다.

#### 1.3 중국국제항공 129편 추락 사고 진상조사
2002년 발생해 가덕도 신공항이 생기게된 계기로 들고 있는 중국국제항공 129편 추락 사고의 담당 검사로써 초동 수사를 맡아 사건의 원인을 파악하는데 주요한 역할을 했다고 한다. 이 때 경험을 들며 제주지검 검사장 재직시 검수완박으로 검찰의 직접수사 범위 중 대형참사 수사가 빠진데 대해 비판을 한 바 있다.
김해 민항기 유족 대표에 따르면 사고 수습 이후 10년 정도지나 연락한 처음이자 유일한 공무원이었다고 한다. 진상조사 공청회 당시 유족대표에게 맨 앞자리를 양보하는 등 유족대표는 “불의의 사고로 갑작스럽게 친척을 잃은 뒤 정부에 대한 불신이 가득했을 때 이 검사만큼은 신뢰할 수 있었다”라고 기억한다고 한다.

#### 1.4 영국사 영산회상도 도난품 회수사건

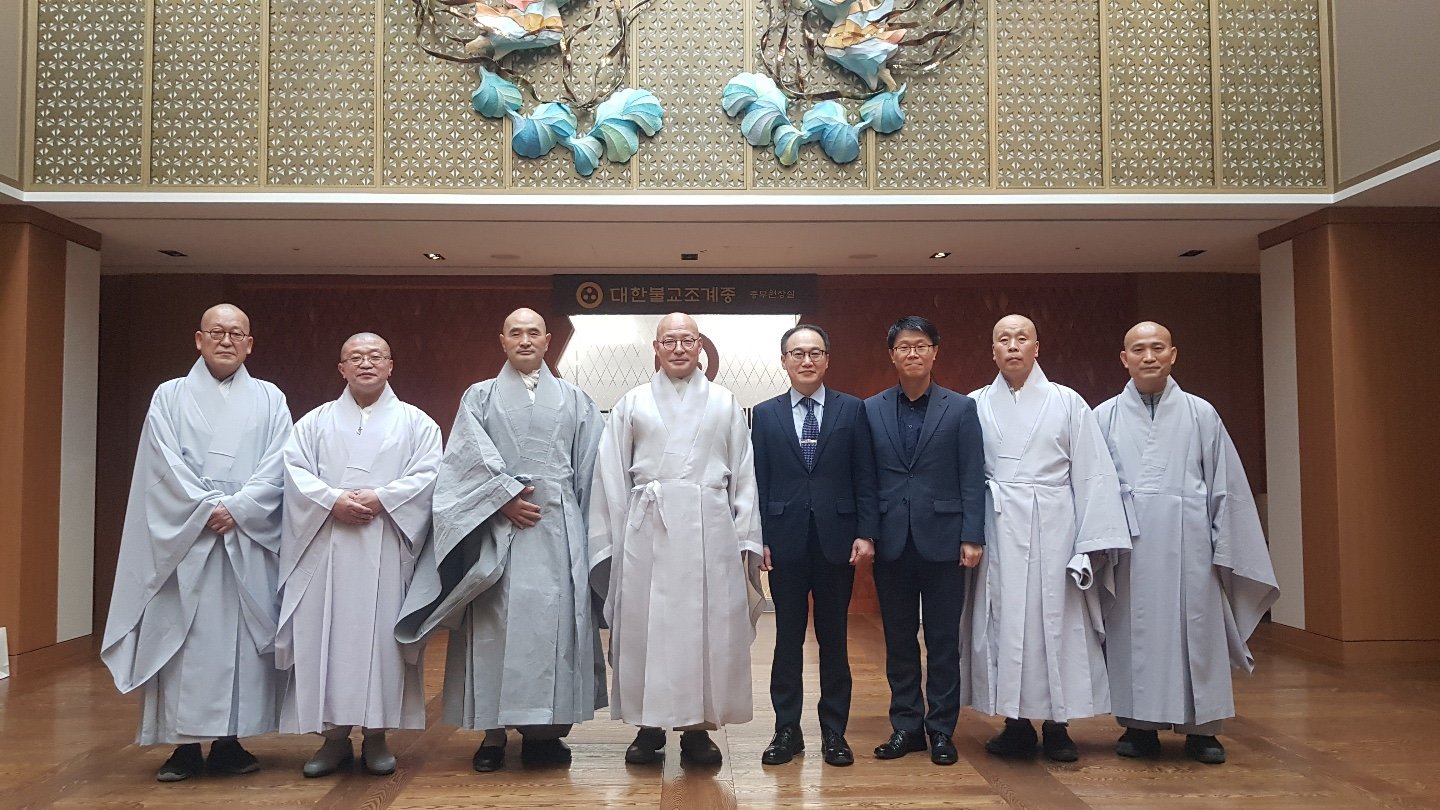
22.10.29. 조계종을 찾은 이원석검찰총장

이원석은 2003년 서울지검 공판부 근무시 보물 제1397호인 영국사 영산회상도 의 도난품 회수사건을 맡아 조계종이 환수하는데 크게 기여한 바가 있다고 한다. 공소시효가 지나 환수가 어려운 상황에 업자의 차트렁크에서 도난미술품 백서를 찾고, 그림을 칼로 자른 자국을 찾아 증명해 어렵사리 환수하여 현재는 불교미술관에 보관하고 있다고 한다. 22년 10월 29일 검찰총장이 되어 조계종을 방문했을 때 이 그림을 다시 마주하고 감격했다고 한다. 2003년 소송 당시 조계종 문화부장이던 탁연스님은 환수 이후 고마운 마음에 이 총장에게 소원을 물은 바 있는데, 이원석 총장은 조계사에 기도를 다니는 어머니께 차 한 잔 주셨으면 좋겠다고 했고 실제 조계사를 방문하여 스님과 차를 한 잔 하신 이 총장의 어머님은 크게 기뻐하셨다고 한다.

#### 1.5 천주교 미리내 성지 인근 미산골프장 인허가 관련 뇌물사건
2007년 수원지검 특수부에 근무하던 이원석은 서해종합건설(신미산개발 전신)이 2002년 11월 안성시 천주교 김대건 신부 순교 미리내 성지에서 3㎞가량 떨어진 109만㎡ 부지에 27홀 골프장을 건설하겠다고 안성시에 사업승인 신청을 한 인허가 과정에서 골프장 사업자가 관련 공무원 등에 뇌물을 제공한 사항을 밝혀내었다. 이에 따라 천주교계의 성지를 지켜줄 수 있었고, 천주교 수원교구 신부들이 주임검사인 이원석을 찾아 감사의 마음을 전하고 기도해주었다고 한다.
검찰 수사로 비리 의혹이 드러난 데다 A사가 2009년 입목축적(1헥타르 안 나무의 체적)을 허위 조작한 사실이 확인되면서 당시 27홀 골프장 개발은 무산됐다. A사는 2010년대 중반 새로 허가를 받아 18홀 골프장을 조성했다. 미리내 성지로 이어지는 도로와 사업부지 사이에 500m 이상 거리를 둬 훼손 우려와 순례객의 불편을 해소했다.
수원교구 이용훈 주교 등은 23년 8월 이원석 검찰총장을 방문하였다. 당시 수원지검에 이 사건 제보를 주도했던 이영배 신부는 2021년 선종해 두 사람의 만남이 성사되진 않았다. 수원교구에서는 미리내 성지 사건을 언급하며 "앞으로도 나라를 위해 최선을 다해주셨으면 한다"는 뜻을 전한 것으로 알려졌다.

#### 1.6 삼성 에버랜드 전환사채 사건
2008년 삼성 에버랜드 전환사채 사건 항소심에서 1심보다도 무거운 형을 이끌어내는 ‘성과’를 올려 검찰 안팎에서 '일등 공신’으로 꼽힌 바 있다.

#### 1.7 축사의 부동산 등기에 관한 특례법 제정안 마련
2008년 법무부 법무심의관실 근무 당시 한우 축산농가가 소를 사육하는 축사를 담보로 금융권에서 자금을 빌릴 수 있게 한 ‘축사의 부동산 등기에 관한 특례법’ 제정안을 마련했다.
축사 등기는 대다수 축산농가가 간절히 원하던 숙원사항이었다고 한다.
등기특례법이 제정되어 한우 축산농가에 재산권 보장과 거래의 안전이라는 보이지 않는 경제적 혜택이 부여되었다.

#### 1.8 주택임대차보호법 시행령 개정안 마련
2008년 법무부 법무심의관실 근무 당시 전세로 살던 집이 경매 등으로 다른 사람에게 넘어가도 전세금 일부를 우선 변제받을 수 있는 세입자의 범위와 금액을 확대하는 주택임대차보호법 시행령 개정안을 입법하는데 주도적인 역할을 한다.

#### 1.9 제주지검장 재임시 정책관
2022년 초 제주지검장 재임시 이원석은 신년사에서 1) 아동·청소년, 여성 등 사회적 약자를 대상으로 하는 범죄 2) 가정폭력 3) 흉포한 강력범죄 4) 그리고 보이스피싱을 비롯하여 민생을 침해하는 여러 경제범죄 5) 비대면 범죄 에 대한 대응의지를 밝히는데, 대검 차장검사 및 검찰총장 직무대리로써 대검을 이끌며, 검찰의 방향을 이 방향대로 실천하고 있다.
취임 직후와 이임 직전 4·3 평화공원을 참배하고 피해자를 면담하는 등 4·3 사건에 대한 각별한 관심을 쏟기도 했다. 2022년 8월 10일 제주 4.3 사건 직권 재심 청구 대상자가 일반재판 수형인까지 확대되는 한동훈 장관의 지시가 나왔는데 사건에 이해가 깊던 이원석 검찰총장 직무대리가 의견을 피력했고 이를 한동훈 법무부 장관이 적극 수용했다고 한다.

#### 1.10 손 심엉 올레 프로그램
재임시 소년범들이 제주 올레길 걷기를 통해 자아를 되찾는 ‘손 심엉 올레’ 프로그램을 기획했던 바 있는데 대검 차장이 된 후 손 심엉 올레 프로그램을 제주 뿐만 아니라 전국으로 확대, 전국 소년범들이 제주 올레길을 찾도록 지원한다.

#### 1.11 제주서 생후 3일만에 유기된 피해 아동 첫 돌지나 '출생신고'
이원석이 제주지검 검사장으로 근무시 ‘생후 3일된 신생아를 산후조리원에 방치하고 8개월간 잠적한 부모’가 경찰에서 구속되어 검찰로 송치되었는데, 문제는 이름도 없고, 출생신고도 되어있지 않은 아이였다. 이에 제주지검은 사건송치 직후 제주대 철학과 교수에게 아이의 작명을 의뢰하고, 제주지방변호사회에 가사소송 무료변론 등 아이의 출생신고를 위한 법적 지원을 요청하도록 수사검사에게 지시하였다. 또한 제주지검 소속 부장검사 이상 간부들과 수사검사가 뜻을 모아 아이를 보호하는 기관에 후원도 하였다. 결국 ‘2021년 3월 4일 태어났지만 1년 이상 세상에 존재하지 않던 아이’는 2022년 4월 21일 세상에서 불러줄 수 있는 이름과 함께 출생신고가 완료되었다. 출생신고가 완료된 아이는 건강보험에 가입하여 영유아 건강검진을 받을 수 있게 된 것을 비롯하여 통장 개설 등 기본적인 사회생활을 정상적으로 영위할 수 있게 되었고, 아동수당, 양육수당 등 사회복지혜택도 받을 수 있게 되었다.
아이의 생모는 구속되어 재판을 받는 도중 수사검사에게 아이사진을 보내달라고 부탁을 하였고, 사진을 받아 본 생모는 감사편지를 보내왔다고 한다.

### 2. 대검 차장검사 이후

#### 2.1 디지털 성범죄 대응·피해자 지원 강화 지시
이원석은 6월 7일 디지털 성범죄 근절과 성착취물 확산 방지를 위해 성착취물 소지범에 대해 원칙적으로 징역형을 구형하는 등 적극적인 대응을 하라고 지시한다. 또한, 디지털 성범죄 피해자 보호를 위해 피해자지원센터와 함께 불법 성착취물의 삭제·차단을 지원하고, 피해자 심리 치료와 상담 같은 종합적인 지원책을 마련한다.

#### 2.2 장애인 대상 범죄 피해 발생 초기부터 일상 회복까지 맞춤형 보호, 지원강화해 사회적 약자 권익보호
이원석은 6월 15일 검찰의 국민 기본권 보호강화 중 ‘장애인을 비롯한 사회적 약자 대상 범죄에 엄정 대응하고 피해자 보호·지원을 강화하라’고 지시한다.
1) 발달장애인이 피해자인 경우 일선 검찰청에 지정된 발달장애인 전담 검사가 보호관찰소와 발달장애인지원센터와 협력해 지원. 즉, 생애주기별 장기 지원계획을 수립해 교육시설 연계, 활동보조, 취업지원 등 복지 서비스를 제공
2) 발달장애인 피의자 입건시 전문적인 양형 자료 수집을 통해 적정한 처분
3) 청각장애인의 형사절차상 권리를 강화하기 위해 ‘수어 통역인 운영규정’을 새로 제정하고, 한국농아인협회와 협력해 각급 검찰청이 수어 통역인을 선정해 운영
4) 검찰청 방문하는 장애인 시설 정비. 전국 10개 검찰청, 내년 8개 검찰청에 장애인 조사실 신설. 2022년 내 30개 검찰청, 내년 30개 검찰청에 휠체어 등의 보조기구 배치. 점자 블록이나 안내판도 설치해 검찰청에 ‘장애인 친화적 환경’ 조성계획
등 장애인 피해자 지원 강화책을 내놓는다.

#### 2.3 대검, 거짓 합의·후원 등 성범죄자 '꼼수감형' 엄정 대응 지시
이원석은 6월 20일 범죄자들의 '꼼수 감형' 시도가 성범죄자들을 중심으로 특히 늘고 있다며 전국 일선 검찰청에 다음과 같은 대책시행을 지시한다.
1) 수사·재판을 받는 성범죄자들이 양형 자료로 내는 합의서나 재직·기부증명서, 진단서, 치료확인서, 성범죄 예방교육 이수증, 청첩장 등에 위·변조나 조작 의심 정황이 있는 경우 반드시 진위확인
2) 거짓 양형 자료를 만든 행위가 문서 위·변조와 증거 위·변조 같은 범죄 해당시 판결확정됐더라도 추가 수사 후 처벌
3) 대법원이 정한 양형기준에서 감형 요소로 볼 수 없는 '성범죄자의 개인사정'은 감형 사유에서 배제하고, 피해자에 대한 2차 가해를 가중 처벌 요소로 추가토록 법원에 의견 제출 및 적극 항소 방침

#### 2.4 대검 양성평등정책위 "사회적 약자 보호·범죄자 합당한 처벌"논의
대검찰청은 6월 29일 제4차 검찰 양성평등정책위원회(위원장 김덕현 전 한국여성변호사 회장) 회의를 개최한다. 검찰이 범죄 피해자 및 성·아동·발달장애인 등 사회적 약자를 보호·지원해 형사절차상 권리를 보장하고, 범죄자는 그에 합당한 처벌을 받을 수 있는 대응방안 마련에 노력해달라는 위원들의 요청에 대해 위원회 결과와 자문사항을 적극 반영해 양성평등 정책의 추진 기반을 강화하고 성평등 친화적 형사절차를 구축하도록 노력하겠다고 밝힌다.

#### 2.5 전세사기 구속수사 지시
이원석은 7월 11일 ‘2030청년’과 ‘서민’의 피해가 늘어나고 있다며, 전세사기에 제한 구속수사를 원칙으로할 것을 지시한다. 2008년 법무부 법무심의관 시절 주택임대차보호법 시행령 개정에 힘을 써 전세금의 우선 변제범위를 넓힌 것과 맥락을 같이 한다.

#### 2.6 "서민 다중피해 경제범죄 엄정 대응, 범죄는 이익이 되지 않는다."
대검찰청은 7월 21일 서민, 청년을 대상으로 한 펀드·가상화폐 사기 등 대규모 경제사범에 대해 중형을 구형하고 범죄수익을 박탈하는 등 엄정 대응하겠다는 방침을 밝힌다.

#### 2.7 인하대 성폭행 가해자 경찰의 준강간치사 송치를 검찰이 살인죄로 추가수사 기소
이원석은 7월 27일 '인하대 성폭행 사망' 사건에 대해 철저한 추가 수사를 통한 진실규명을 지시한다. 검찰은 검사실이 3개나 투입된 전담수사팀을 구성하여 경찰의 준강강치사 혐의 송치건을 추가 수사를 통해 살인죄로 기소하였다.

#### 2.8 벌금 못 내는 빈곤계층에 노역 대신 사회봉사 확대 적용
대검찰청은 8월 2일 벌금압부가 어려운 빈곤·취약계층 국민은 노역장에 유치될 경우 가족관계와 생계 활동이 단절되고, 교정시설 수용으로 인해 낙인효과와 범죄 학습의 부작용도 있고, 기초수급권 지정이 취소돼 경제적 기반이 박탈되는 악순환이 초래된다고 한다. 빈곤·취약계층이 노역장 유치 대신 사회봉사로 죗값을 치를 수 있는 길을 넓힌다.

#### 2.9 폭우 피해자 위한 수재의연금 3045만원 적십자사에 기탁
대검찰청은 8월 12일 폭우 피해를 입은 이들에게 수재의연금을 전달한다.

#### 2.10 "마약·조직범죄에 칼 빼든 검찰…전국 조폭 계파 특별관리"
대검찰청은 8월 16일 급속히 확산하는 마약·조직범죄에 맞서 유관기관과 협의체를 구축하는 등 수사 역량을 결집하기로 한다.

#### 2.11 대검, 보이스피싱 총책에 최대 무기징역 구형…처벌기준 강화
이원석은 8월 19일 보이스피싱 조직 총책 등 범죄 주도자에게 범죄 규모에 따라 최대 무기징역이 구형가능 함을 골자로 하는 '보이스피싱 사건처리기준' 개정안의 시행을 전국 일선 검찰청에 지시한다.
서민 대상 범죄라면 액수가 많지 않다고 해도 결코 '피해가 작다'고 할 수 없고 보이스피싱 근절을 위해 눈앞에 보이는 범죄 말고도 최대한 피해 사례를 모아서 엄벌하자는 취지라 하였다.
이원석은 2022년 6월 합수단 구성 방침을 발표하면서 16년 묵은 난제(보이스피싱)를 뿌리 뽑겠다는 의지를 드러냈다. 서민 다중 피해를 야기한 경제범죄 사범의 처벌과 범죄수익 박탈 강화를 지시하기도 했으며, 이는 민생 침해 사건에 관심을 기울여온 이원석의 성향과도 무관하지 않다고 해석되었다.
"이원석은 법무부 재직 시절 서민과 영세 상인 보호를 위한 주택임대차보호법·상가건물 임대차보호법 시행령 개정 작업에 주도적으로 참여하는 등 범죄 수사 외에도 민법 같은 다양한 분야를 섭렵해왔다"며 "이런 경험이 민생 안정의 중요성에 관한 지론으로 이어진 것"이라고 언급되었다.

#### 2.12 "대검, 생명과 신체의 위해 가능성이 있는 스토킹 범죄는 원칙적으로 구속 수사"
이원석은 8월 23일 검찰총장 지명시 밝힌 검찰의 국민 기본권 보호강화의 일환으로 2021년 10월 시행된 스토킹처벌법 시행 이후 검찰 접수 스토킹 사건이 월평균 10배 이상 증가하자, 2022년 8월 23일 피해자 신속 보호 조치 강화, 강력범죄 우려가 있는 스토킹 범죄자에 대한 구속 수사 원칙 등을 지시한다.
대검은 특히 교제 관계에서 폭력이 발생하는 경우 신고에 소극적이거나 처벌 불원 또는 고소 취소 등 상대적으로 관대해지는 경향이 있다며, 스토킹 범죄는 강력범죄로 악화할 우려가 있어 초기부터 적극 대응할 방침을 밝힌다.

#### 2.13 "대검, “소년범 특성 고려한 선도방안 모색"
이원석은 제주지검장 시절 손 심엉 올레 프로그램을 고안한 것으로 유명한데, '촉법소년 논란'등 사회적으로 10대 청소년 범죄 심각성이 대두되며 법무부가 소년범죄 종합대책 마련을 예고한 가운데, 소년범의 교화에 대한 관심사의 연장선에서 2022년 8월 30일 '소년원 생 대모' 송화숙 전 서울소년원장 특강을 개최한다.

### 3. 검찰총장 임명 이후

#### 3.1 디지털 성범죄 대응
이원석은 2022년 9월 21일 '디지털성범죄피해자지원센터'에 박현철 대검 대변인과 방문하여 다음과 같은 엄정 대응 방침을 밝힌다.
'22. 6. 7. 일선청에 성착취물 소지범에 대해서도 원칙적으로 징역형을 구형하도록 하는 등 엄정 대응을 지시한 연장 선상에서 은 '22. 9. 7. 일선 검찰청에
1) ‘디지털성범죄’에 대해 강화된 사건처리기준을 철저하게 준수하여 관련 범죄에 엄정 대응
2) 대검 사이버수사과 및 디지털성범죄피해자지원센터등을통해 적극적으로 불법영상물을 삭제·차단하는 등 성착취물의확산을방지
3) 피해자에 대한 심리치료, 법률지원 등 피해자 보호및지원에도 만전을 기할 것을 지시
피해자에게 극심한 고통을 주는 ‘디지털성범죄’ 근절을 위해 엄정 대응하고, 피해영상물 유포 신속한 차단을 비롯하여 실효적이고 입체적인피해자 보호 및 지원 방안 마련을 지시한다.

#### 3.2 금융범죄 엄단의지
이원석은 2022년 9월 27일 취임 후 첫 기관방문지로 서울남부지검 및 금융·증권범죄합동수사단을 찾는다. “남부지검은 금융범죄를 전담하는 곳으로 펀드 사기를 비롯해 서민에게 피해를 끼치는 범죄를 엄정하게 대응해달라고 당부하겠다. 남부지검은 시장경제 질서를 지키는 파수꾼 역할을 한다. 자본시장을 무너뜨리려는 범죄자를 대응해 최일선에서 싸우고 있지만 다수의 선량한 시민에게는 수호천사가 될 것이라고 믿는다”고 말한다.

#### 3.3 국가재정범죄 합수단 출범
이원석은 2022년 9월 30일에 서울북부지검에 국가재정범죄 합동수사단을 설치하고 출범식에 참석하여,"동서고금을 막론하고 '세금을 어떻게 거둬서 어떻게 쓰느냐'는 국가의 흥망성쇠와 직결되는 중요한 문제로 꼭 필요한 곳에 국고를 쓰는 것은 공동체 유지와 발전의 핵심"이라며 "(관련 범죄를) 철저히 수사해 재정비리를 뿌리 뽑고 나라 곳간을 지키겠다"고 강조한다. 합수단은 △조세 포탈 △재산국외도피 등 세입 관련 탈세범죄부터 각종 보조금·지원금 부정수급 등 세출 관련 재정비리까지 수사하게 된다.

#### 3.4 아동학대 엄정대응 예고
이원석은 2022년 10월 4일 서울동남권아동보호전문기관을 방문해 아동학대 사례관리와 및 피해아동 지원 현황을 청취하고, "자기보호능력이 없는 아동을 학대하는 범죄가 은폐되지 않도록 해 사각지대에서 학대에 방치되는 아동들이 없도록 노력해 달라"며 아동학대에 대한 엄정대응을 예고한다. 대검에 따르면 아동학대사범 검찰 접수 현황은 2017년 5456명, 2018년 6160명, 2019년 7994명, 2020년 8801명, 2021년 1만6988명으로 집계되었다고 한다.

#### 3.5 마약범죄 합동수사 추진
이원석은 2022년 10월 7일 대검 월례회의에서 마약범죄 임계점 넘어… 관세청, 식품의약품안전처 등 유관기관과 협력해 마약범죄에 대한 광역 단위 합동수사를 전개하겠다고 밝힌다. 지난해 마약 압수량은 2017년에 비해 8배, 전체 마약사범은 지난 해에 비해 13.4%, 밀수 유통사범도 32.7% 늘어난 이유이다. 특히 최근 온라인 마약 거래가 쉬워져 10대 사범이 지난 10년 새 11배 늘어난 상황이라 한다.

## 주요 관심정책
이원석은 5월 23일 대검 검찰총장 직무대리 첫 출근 이후 검찰의 국민 기본권 보호강화 에 초점을 두고

### 1. 양성평등 정책
1) 대검, 디지털 성범죄 대응·피해자 지원 강화 지시
2) 생명과 신체의 위해 가능성이 있는 스토킹 범죄는 원칙적으로 구속 수사
3) 대검, 거짓 합의·후원 등 성범죄자 '꼼수감형' 엄정 대응 지시

### 2. 장애인 등 사회적 약자보호 정책
1) 장애인 대상 범죄 피해 발생 초기부터 일상 회복까지 맞춤형 보호, 지원강화해 사회적 약자 권익보호
2) 벌금 못 내는 빈곤계층에 노역 대신 사회봉사 확대 적용

### 3. 서민 등 민생경제범죄 방지 정책
1) 대검 전세사기 구속수사 지시
2) 서민 다중피해 경제범죄 엄정 대응
3) 보이스피싱 총책에 최대 무기징역 구형…처벌기준 강화

### 4. 소년범 선도. 교화
1) 손 심엉 올레 프로그램 : 제주지검장 시절 고안한 소년범 교화 프로그램으로 올레길을 걸으며 소년범들이 과거의 아픈 기억을 치유하는 프로그램
등 민생안정을 위한 정책을 추진한다.
이후 검찰총장 취임식에서 재차
 1. 국가 재정 좀먹고 예산 낭비하는 구조적 비리 
 2. 공정한 시장경제 질서를 어지럽히는 금융·증권 범죄 
 3. 서민에게 막대한 피해를 야기하고, 삶의 터전을 무너뜨리는 보이스피싱·전세사기·펀드사기 등 민생 침해 범죄 
 4. 디지털 성범죄를 비롯한 성폭력, 스토킹, 가정 폭력과 같은 아동·장애인·여성 등 사회적 약자를 대상으로 하는 강력 범죄 '
등에 대한 대응을 천명한 바 있어 이원석이 이끄는 검찰의 주요 정책 추진에 있어 귀추가 주목된다.

## 기타
1.  22년 검찰총장 임명 청문회 당시 조정훈 시대전환 의원은 “(이 후보자가) 살아온 이력을 보면 굉장히 선비신 것 같다”며 “골프채도 한 번 안 잡으셨고 굉장히 예외적인, 보기 좋다”라고 했다. 김남국 더불어민주당 의원도 청문회 초반 “후보자에 대해 주변 평가가 좋은 것 같다”라며 “겸손하다, 원만하시다, 굵직한 사건을 처리한 다양한 경험과 뛰어난 역량이 있다는 것”이라고 답했다.
이에 일각에서 국민 청백리'라고 불리기도 한다고 한다. 골프를 치지 않고, 산책, 탁구, 등산 등을 즐기며, 내부인들의 증언에 따르면 별다른 가구 조차 들이지 않는 등 청렴하다는 평 때문이다. 또한 대검 기획조정부장 당시 비기관장인 검사장들에 대한 관용차 지급을 없애는데 앞장선 바 있어, 검찰 내부에서는 '결벽' 성향이 있다는 얘기도 있다고 한다.
2. 중앙지검 특수1부장 검사로 재직시 통화내역이 주말과 야간에 집중된다는 청문회 당시 지적에 보통 평균 새벽 3~4시에 퇴근해서 집에 걸어서 갔다고 답변하였다.
 3.  제주지방검찰청에서 재직시 오름과 올레길을 좋아해서 시간날 때마다 항상 나무지팡이를 들고 다녀서 지역 주민들에게 제주의 도사라는 별명으로 불렸다고 한다. 검찰총장 지명 이후 추사 김정희의 세한도(歲寒圖) 하단에 찍혀있는 장무상망(長毋相忘) 인장을 언급하며, ‘오랜 세월이 지나도 서로 잊지 말자’는 뜻으로 제주에 대한 애정을 표시하였다.
4. 2011년, 제주지검 부장검사 당시 오리온그룹 수사로  매경미디어그룹이 주최하는 제1회 경제검사상을 수상했다.
5. 이원석에 대한 내부 평가는 밤늦도록 업무를 보는 스타일로 똑부’(똑똑하고 부지런함)+독서광, 일에 미친 사람’이라고 한다. 사회적 약자 보호에 검사가 적극적 역할을 해야 한다는 말을 사석에서도 자주 하는 것으로 알려졌다.
6. 불의 못 참는 아인슈타인이라 하는데, 전학 간 서울 강남구 중동고에서 천재 물리학자 알베르트 아인슈타인(Eins(1)+Stein(돌))과 원석(one+石)이라는 이름이 ‘하나의 돌’이라는 뜻으로 통했기 때문이다.
7. 이원석은 2003년 서울지검 공판부 시절 보물 제1397호인 영국사 영산회상도 의 도난품 회수사건을 맡아 조계종이 환수하는데 크게 기여한 바가 있는데, 2022년 10월 29일 검찰총장이 되어 조계종을 방문했을 때 이 그림을 다시 마주하고 감격했다고 한다. 2003년 소송 당시 조계종 문화부장이던 탁연스님은 환수 이후 고마운 마음에 이 총장에게 소원을 물은 바 있는데, 이원석 총장은 조계사에 기도를 다니는 어머니께 차 한 잔 주셨으면 좋겠다고 했고 실제 차를 한 잔 하신 이 총장의 어머님은 크게 기뻐하셨다고 한다.
8. 이원석은 수원지검 특수부 재직시 천주교 미리내 성지 인근의 골프장 개발과 관련한 '미산골프장사건'을 맡아 개발사 회장의 인허가 비리를 입증해 성지훼손을 막은 바 있어 2023년 8월 천주교 인사들이 검찰을 찾아 감사인사를 전한 바 있다고 한다.
9. 이원석은 수사검사 시절 출근직후 마음을 가다듬기 위해 연필 5자루를 뾰족하게 손수 깎았다고 한다. 무사가 아침에 일어나 몸과 마음을 다듬기 위해 칼을 갈듯이 바른 마음으로 예리한 수사를 하기 위해서라고 하는데 마음이 심란한 경우 연필이 부러졌다 한다. 이를 두고 경상도 출신 선배는 “이원석은 늘 촉이 쬬삣하게 서있다”고 하였다.
10. 검찰총장 임명 이후 매월 검찰사랑 봉사단을 직접 이끌고 봉사활동 중이다.
11. 이원석은 2022년 검찰총장 임명 이후 제주지검장 시절 국정원에서 받은 국정원 시계를 즐겨찬다고 한다. 22년 11월 26일 대한적십자사와 함께한 김장봉사 때에는 제주지검장 시절 유명한 등산사진 때 쓰던 모자를 쓰고 나왔는데, 이 모자는 마라도호가 소속된 제7해상기동전단에서 받은 모자였다. 또, 이 날 입었던 옷은 상문고 체육복으로 아들의 체육복을 입고 나왔던 것으로 알려졌다.
12. 소년범 교화와 가정의 회복에 관심이 많다. 23년 3월 25일 이원석은 제주지검장 시절 서명숙 이사장 등과 만든 손 심엉 올레 프로그램에 참여하여 한길정보통신학교(제주소년원) 학생들과 올레길을 걸은 후 서울로 돌아와 피자 18판과 콜라 13병을 자비로 학교로 보냈다고 한다. 또한, 소년원생들에게 무료로 가족사진을 찍어주는 프로그램에 대한 아이디어도 직접 제안해 시행하게 한다.
13. 퍼즐을 직접 출제 : 이원석은 국민과의 소통에 중점을 두어 23년 청렴 크로스워드 퍼즐 퀴즈를 직접 출제하기도 하는 꼼꼼함을 보였다.